# برون‌حیاتی
برون‌حیاتی یا اکس ویو (به انگلیسی: Ex vivo) در لغت به معنای چیزی است که خارج از یک موجود زنده اتفاق می‌افتد. در علم، برون حیاتی به آزمایش یا اندازه‌گیری‌هایی اطلاق می‌شود که در درون یا بر روی بافت یک موجود زنده در یک محیط خارجی با حداقل تغییر شرایط طبیعی انجام می‌شود.
مزیت اصلی استفاده از روش برون حیاتی، توانایی انجام آزمایش‌ها یا اندازه‌گیری‌هایی است که در غیر این صورت در افراد زنده امکان‌پذیر یا اخلاقی نیستند.